# Verbund Nord-Ost
Der Verbund Nord-Ost oder Entwicklungsverbund Nord-Ost ist ein Zusammenschluss von fünf Hochschulen in Wien und Niederösterreich, also im Nordosten von Österreich. Sein Ziel ist die Zusammenarbeit bei der Ausbildung von Lehrern der Sekundarstufe, also für Schüler ab dem Alter von 10 Jahren. Die gemeinsame Ausbildung betrifft vor allem das Lehramt für die Unterstufe der Allgemeinbildenden Höheren Schule (abgekürzt AHS) sowie für die Neue Mittelschule (abgekürzt NMS).

## Beteiligte Hochschulen
Dieser Verbund wurde 2016 gegründet und umfasst folgende Hochschulen:
- Universität Wien
- Kirchliche Pädagogische Hochschule Wien/Krems
- Pädagogische Hochschule Niederösterreich (in Baden, Hollabrunn und Melk)
- Pädagogische Hochschule Wien
- Hochschule für Agrar- und Umweltpädagogik (in Wien)

## Vier regionale Entwicklungsverbünde
Für die Lehrerausbildung gemäß der PädagogInnenbildung Neu wurden in Österreich insgesamt sechs regionale Entwicklungsverbünde gebildet. Neben dem Verbund Nord-Ost gibt es den
- Verbund Mitte, oder Entwicklungsverbund „Cluster Mitte“ (Oberösterreich und Salzburg, einschließlich Universität Mozarteum Salzburg)
- Verbund Süd-Ost (Steiermark, Kärnten und Burgenland)
- Verbund LehrerInnenbildung West (Tirol und Vorarlberg, einschließlich Universität Mozarteum Salzburg)
- Kooperation Lehramt Musik Wien
- Verbund 6